# Co-prins van Andorra

Het wapen van de co-prinsen en van het regeringshoofd van Andorra

De co-prinsen of vorsten van Andorra (in het Catalaans: coprínceps) zijn de twee functionarissen die gezamenlijk staatshoofd zijn van het staatje Andorra, dat ingesloten ligt tussen Spanje en Frankrijk. Tegenwoordig zijn dat de president van Frankrijk en de bisschop van Urgell (La Seu d'Urgell).
In de dertiende eeuw lag Andorra in omstreden gebied. In 1278 sloten de toenmalige strijdende machthebbers, de prins-bisschop van Urgell, aan de zuidelijke kant, en de graaf van Foix, aan de noordelijke kant, een verdrag waarin zij afspraken de macht over Andorra te delen. Dit kwam neer op neutralisering van het gebied. Ten tijde van de grote politieke veranderingen in Europa rond het jaar 1600 en het wegvallen van de vanzelfsprekendheid van absoluut vorstendom, voelden de machthebbers de noodzaak tot het geven van meer duidelijkheid en zij benoemden elkaar tot vorst, "co-prins".  Ze hebben beide een vaste vertegenwoordiger in Andorra.
De ongebruikelijke verhouding bleek duurzaam, ook met veranderende omstandigheden. De co-prinsen en hun vertegenwoordigers lieten toe dat de inwoners hun eigen zaakjes regelden en het gebied had geen wezenlijk strategisch belang. De inwoners accepteerden hun vorsten, omdat ze weinig keus hadden als ingesloten gebied en omdat de co-prinsen niet lastig waren.
In 1607 werd het graafschap Foix gelijkgeschakeld in het koninkrijk Frankrijk, waardoor de Franse koning de Foixse rol van co-prins van Andorra overnam. Ook na de val van het absolutisme in Frankrijk in 1789 bleven de staatshoofden van Frankrijk de rol van co-prins vervullen.
De bisschop van Urgell, alhoewel nooit echt soeverein in eigen gebied, is sinds 1278 wel steeds aanvaard gebleven als mede-staatshoofd van Andorra. Tot en met de 15e eeuw hadden de bisschoppen nog wereldlijke macht in hun gebied (buiten Andorra), daarna niet meer.
Aan het eind van de 20e eeuw wilde Andorra lid worden van de Verenigde Naties. De VN laten alleen soevereine landen als lid toe. Aangezien de in de tijd van absolute vorstendommen vastgestelde regeling voor Andorra uitging van soevereiniteit van de externe co-vorsten, dit heet met een oude term suzereiniteit, moest er iets veranderd worden. Andorra heeft toen met medewerking van de co-prinsen, toen (bisschop) Joan Martí i Alanis en (president) François Mitterrand, voor het eerst een grondwet (Constitució del Principat d'Andorra) opgesteld, waarin duidelijk wordt dat de co-prinsen staatshoofd zijn, maar geen formele absolute macht meer hebben, doch vallen onder de voorwaarden die de wetgevende macht van Andorra stelt. Het nieuwe systeem trad in werking in 1993 en in datzelfde jaar werd Andorra lid van de VN.

## Co-prinsen van Andorra

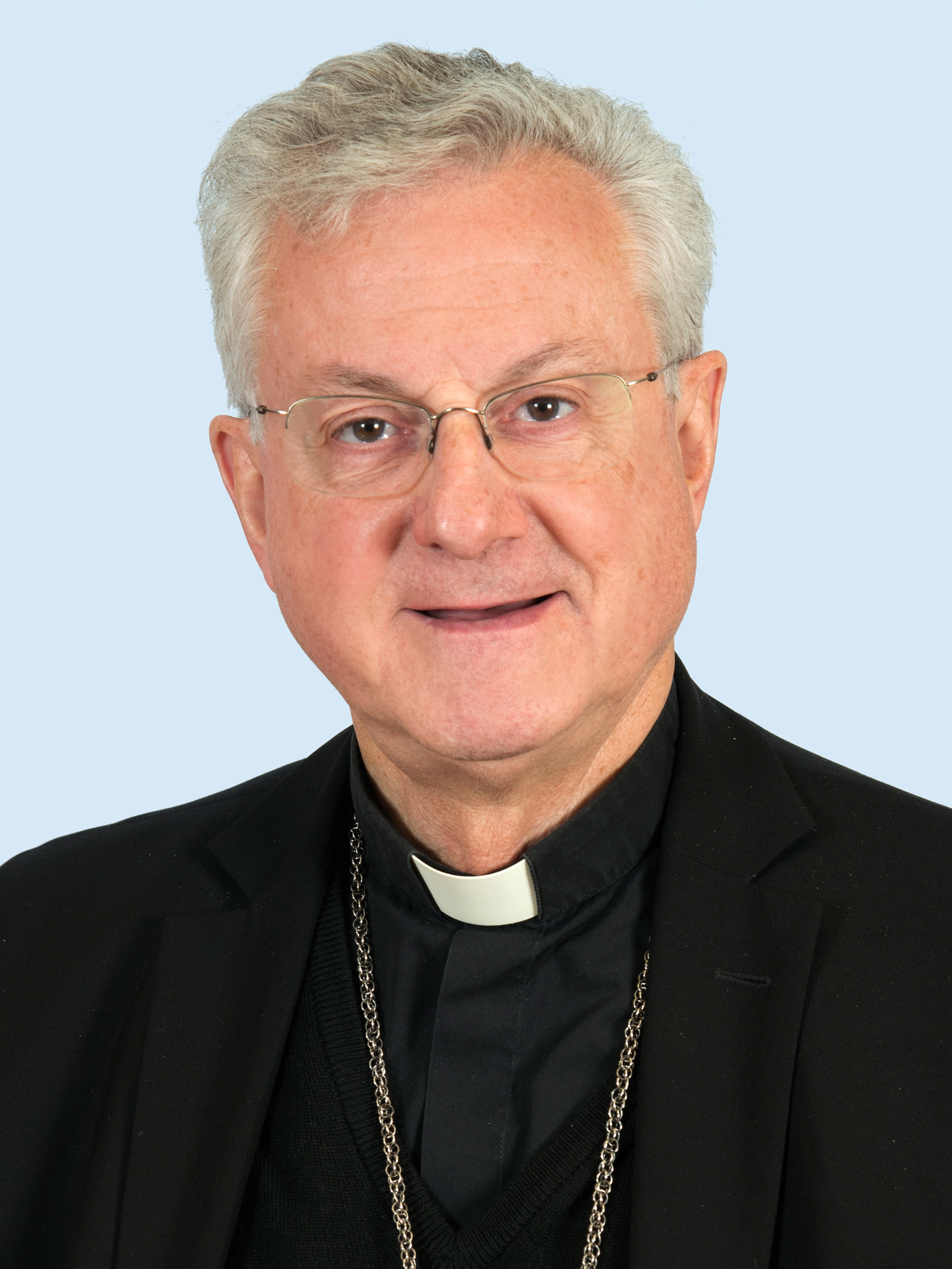
Joan Enric Vives i Sicília, bisschop van Urgell, sinds 2003
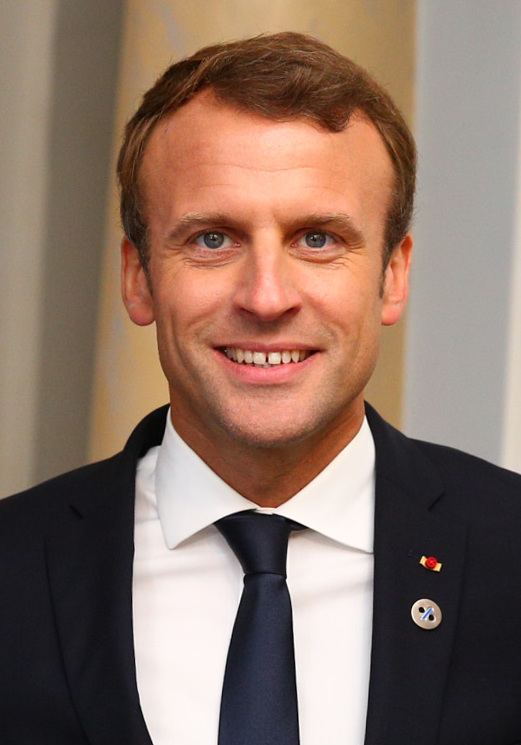
Emmanuel Macron, president van Frankrijk, sinds 2017